# Eça de Queiroz
José Maria de Eça de Queiroz (Póvoa de Varzim, 25 de novembro de 1845 – Neuilly-sur-Seine, 16 de agosto de 1900), também escrito Eça de Queirós, foi um escritor e diplomata português. É considerado um dos mais importantes escritores portugueses de todos os tempos. Foi autor de romances de reconhecida importância como por exemplo: Os Maias e O Crime do Padre Amaro. Os Maias é considerado por muitos o melhor romance realista português do século XIX.
Eça de Queiroz e Machado de Assis são considerados os dois maiores escritores de língua portuguesa do século XIX. Eça é notável pela originalidade e riqueza do seu estilo e linguagem, o realismo descritivo; e pela crítica social constantes nos seus romances. O termo "acaciano" para definir alguém com um discurso vazio, enfeitado, pomposo, mas sem conteúdo, presente na Língua portuguesa, é uma alusão ao personagem Conselheiro Acácio, do romance O Primo Basílio.

## Biografia

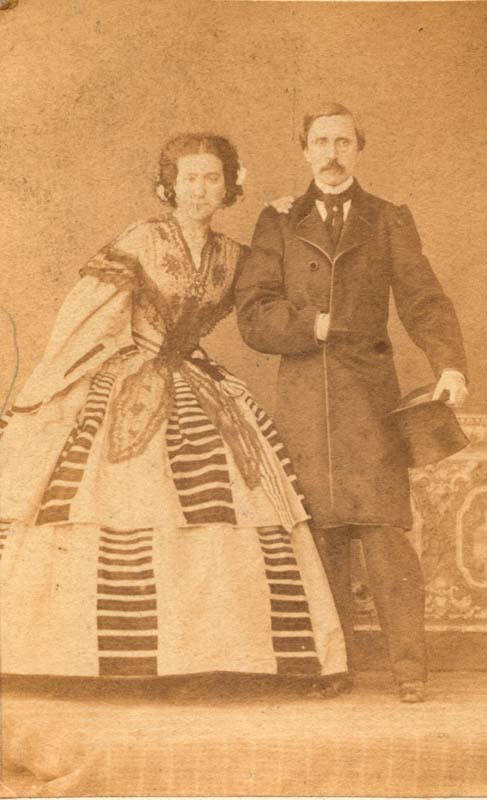
Carolina Augusta Pereira de Eça de Queiroz (1826-1918) e José Maria de Almeida Teixeira de Queiroz (1820-1901), pais de Eça de Queiroz.

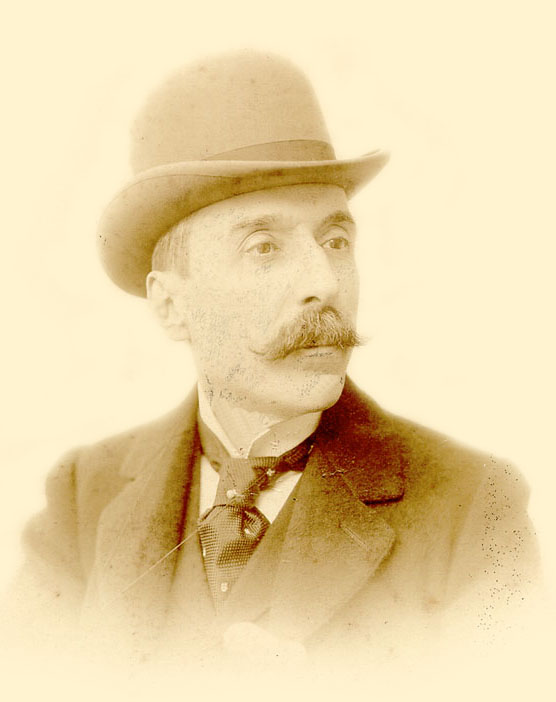
Eça de Queirós em 1893

José Maria de Eça de Queiroz nasceu em 25 de novembro de 1845, numa casa da Praça do Almada na Póvoa de Varzim, no então número 1 ao 3 do Largo de São Sebastião (hoje Largo Eça de Queiroz), no centro da cidade, em casa de um parente de sua mãe, Francisco Augusto Pereira Soromenho, funcionário aduaneiro da Póvoa de Varzim. Dado os seus pais não serem então casados (considerado indecente naquela época e naquela classe social), este parente, de certo relevo local, chefe da alfândega local, preferiu que o baptismo fosse realizado na Igreja Matriz de Vila do Conde, em vez da matriz local, muito próxima da casa, e fosse ocultado o nome da mãe, por instrução do pai Teixeira de Queiroz.
O baptismo de Eça de Queiroz ocorreu no dia 1 de dezembro e foi padrinho o Senhor dos Aflitos e madrinha Ana Joaquina Leal de Barros, brasileira, casada com António Fernandes do Carmo.↑ 
Eça era filho de José Maria Teixeira de Queiroz, nascido no Rio de Janeiro em 1820 e delegado do procurador régio em Viana do Castelo, e de Carolina Augusta Pereira d'Eça, nascida em Monção em 1827. O casamento ocorreu posteriormente ao nascimento. O pai de Eça de Queiroz, magistrado e par do reino, convivia regularmente com Camilo Castelo Branco, quando este vinha à Póvoa para se divertir no Largo do Café Chinês. Uma das teses para tentar justificar o facto de os pais do escritor não se terem casado antes do seu nascimento sustenta que Carolina Augusta Pereira de Eça não teria obtido o necessário consentimento da parte de sua mãe, já viúva do coronel José Pereira de Eça. De facto, seis dias após a morte da avó que a isso se oporia, casaram-se os pais de Eça de Queiroz, quando o menino tinha quase quatro anos.
O pai era magistrado, formado em Direito por Coimbra. Foi juiz instrutor do célebre processo de Camilo Castelo Branco, juiz da Relação e do Supremo Tribunal de Justiça, presidente do Tribunal do Comércio, deputado por Aveiro, fidalgo cavaleiro da Casa Real, par do Reino e do Conselho de Sua Majestade. Foi ainda escritor e poeta.
Eça, por sua vez, apresenta episódios incestuosos em criança relatados no diário de sua prima . Por via dessas contingências foi entregue a uma ama, aos cuidados de quem ficou até passar para a casa de Verdemilho em Aradas, Aveiro, a casa da sua avó paterna. Nessa altura, foi internado no Colégio da Lapa, no Porto, de onde saiu em 1861, com dezasseis anos, para a Universidade de Coimbra, onde estudou Direito. Além do escritor, os pais teriam mais seis filhos.

Em Coimbra, Eça foi amigo de Antero de Quental. Os seus primeiros trabalhos, publicados na revista "Gazeta de Portugal", foram depois coligidos em livro, publicado postumamente com o título Prosas Bárbaras. Eça veraneava na Póvoa de Varzim, quando matriculado na Universidade de Coimbra. Sua tia materna, Carlota, arrendava casa na Póvoa, de verão e com ela, além do sobrinho José Maria, iam também os seus quatro filhos, três rapazes e uma rapariga.

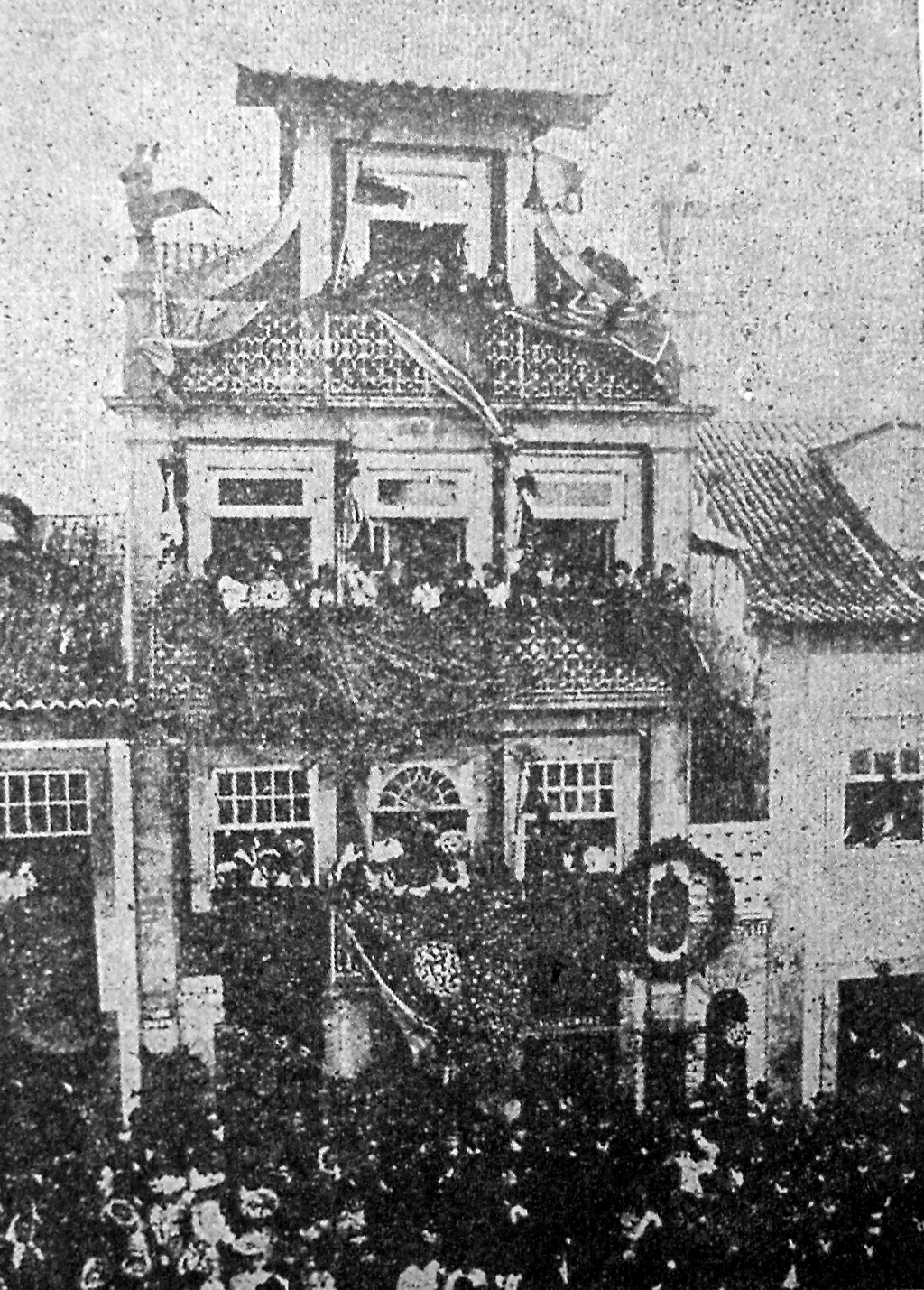
Celebração de 1906 na Póvoa de Varzim com a colocação de uma placa comemorando o nascimento de Eça naquela casa da Praça do Almada.

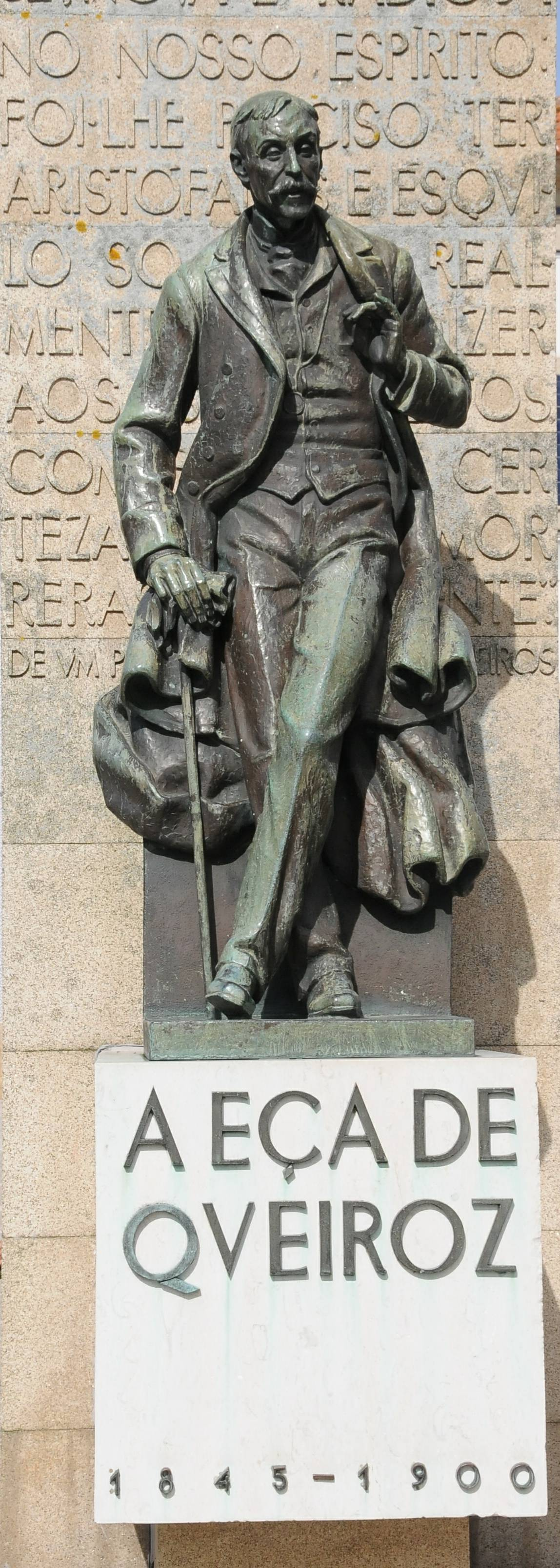
Estátua na Póvoa de Varzim.

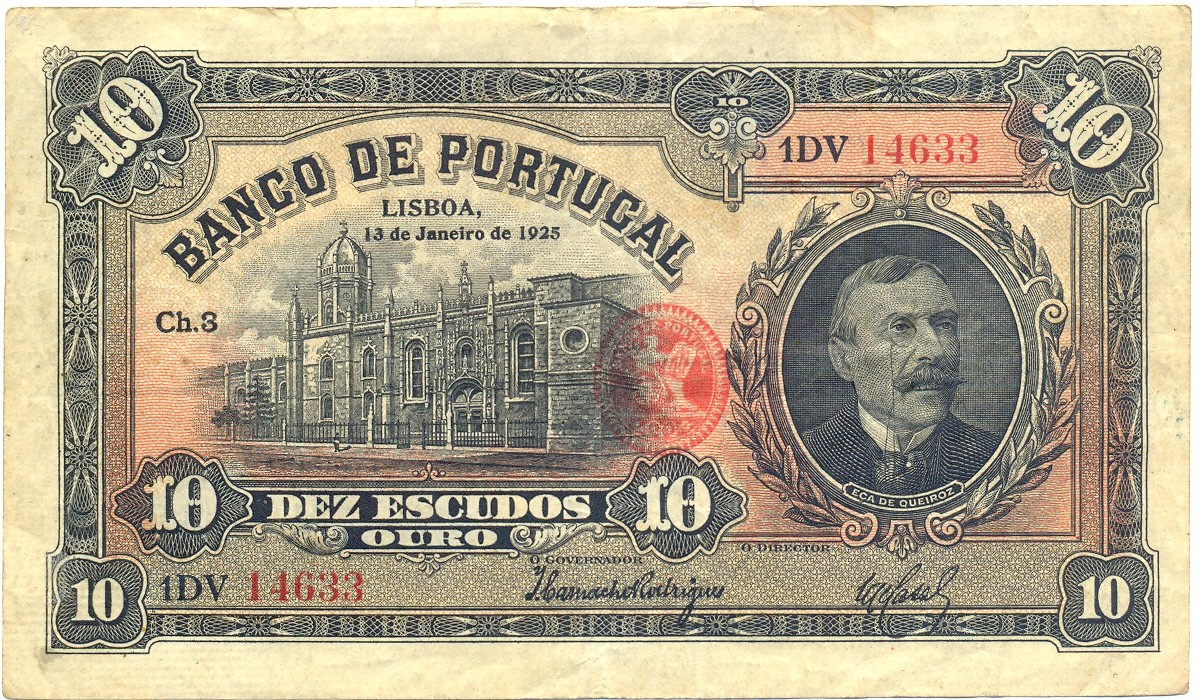
Nota de 10 Escudos de 1925, Eça de Queiroz.

Em 1866, Eça de Queiroz terminou a Licenciatura em Direito na Universidade de Coimbra e passou a viver em Lisboa, exercendo a advocacia e o jornalismo. Foi director do periódico O Distrito de Évora e colaborou em publicações periódicas como a Renascença (1878-1879?), A Imprensa (1885–1891), Ribaltas e gambiarras (1881) e postumamente na Revista de turismo  iniciada em 1916 e na Feira da Ladra (1929-1943). Porém, continuaria a colaborar esporadicamente em jornais e revistas ocasionalmente durante toda a vida. Mais tarde fundaria a Revista de Portugal.
Em 1869 e 1870, Eça de Queiroz fez uma viagem de seis semanas ao Oriente (de 23 de outubro de 1869 a 3 de janeiro de 1870), em companhia de D. Luís de Castro, 5.º conde de Resende, irmão da sua futura mulher, D. Emília de Castro, tendo assistido no Egito à inauguração do canal do Suez: os jornais do Cairo referem «Le Comte de Rezende, grand amiral de Portugal et chevalier de Queiroz». Visitaram, igualmente, a Palestina. Aproveitou as notas de viagem para alguns dos seus trabalhos, o mais notável dos quais o O Mistério da Estrada de Sintra, em 1870, e A Relíquia, publicado em 1887. Em 1871, foi um dos participantes das chamadas Conferências do Casino.
Em 1870 ingressou na Administração Pública, sendo nomeado administrador do concelho de Leiria. Foi enquanto permaneceu nesta cidade, que Eça de Queiroz escreveu a sua primeira novela realista, O Crime do Padre Amaro, publicada em 1875.
Tendo ingressado na carreira diplomática, em 1873 foi nomeado cônsul de Portugal em Havana. Os anos mais produtivos de sua carreira literária foram passados em Inglaterra, entre 1874 e 1878, durante os quais exerceu o cargo em Newcastle e Bristol. Escreveu então alguns dos seus trabalhos mais importantes, como A Capital, escrito numa prosa hábil, plena de realismo. Manteve a sua actividade jornalística, publicando esporadicamente no Diário de Notícias, em Lisboa, a rubrica «Cartas de Inglaterra». Mais tarde, em 1888 seria nomeado cônsul em Paris.
Seu último livro foi A Ilustre Casa de Ramires, sobre um fidalgo do século XIX com problemas para se reconciliar com a grandeza de sua linhagem. É um romance imaginativo, entremeado com capítulos de uma aventura de vingança bárbara que se passa no século XII, escrita por Gonçalo Mendes Ramires, o protagonista. Trata-se de uma novela chamada A Torre de D. Ramires, em que antepassados de Gonçalo são retratados como torres de honra sanguínea, que contrastam com a lassidão moral e intelectual do rapaz.
Foi também o autor da Correspondência de Fradique Mendes e A Capital, obra cuja elaboração foi concluída pelo filho e publicada, postumamente, em 1925. Fradique Mendes, aventureiro fictício imaginado por Eça e Ramalho Ortigão, aparece também no Mistério da Estrada de Sintra. Seus trabalhos foram traduzidos em aproximadamente vinte línguas.
Aos 40 anos casou com Emília de Castro, com quem teve 4 filhos: Alberto (16 de abril de 1894), António (28 de dezembro de 1889), José Maria (26 de fevereiro de 1888) e Maria (16 de janeiro de 1887).

### Doença e morte
Eça de Queiroz, nunca tendo sido de compleição robusta, ao longo da vida sofreu de diversas maleitas de menor gravidade, sobretudo alguma neurastenia. A partir de fevereiro de 1900, apresentava, contudo, sintomas bastante debilitantes — dor estomacal, diarreia, febre, nevralgias, inchaço dos pés, falta de apetite e astenia. Consultado o Dr. Charles Bouchard, sumidade médica, que lhe diagnostica uma enterocolite e lhe recomenda repouso e cuidados. Andou por diversas termas, mas de pouco ou nada serviu. No final de julho esteve na Suíça. Regressou a Paris a 13 de agosto, num estado lastimável, magríssimo e com má cor. Chamado o Dr. Bouchard, que se apercebeu de que Eça estava à beira da morte. Acamado, semi-inconsciente, a 16 de agosto de 1900, depois de ter recebido a extrema-unção, às 16h35, o escritor morria na sua casa de Neuilly-sur-Seine, perto de Paris.

#### Sepultura
Depois de ter morrido em Paris, Eça de Queiroz foi trasladado para Lisboa a 17 de setembro de 1900 no navio militar África. As principais ruas da cidade exibiram faixas negras (oferecidas pelo empresário Grandela) e o carro fúnebre foi ornamentado pelo amigo do escritor Rafael Bordalo Pinheiro. O cortejo fúnebre, com honras de Estado, foi acompanhado por milhares de pessoas entre o desembarque no Terreiro do Paço e o cemitério do Alto de São João. Os restos mortais foram sepultado no jazigo dos condes de Resende.
Em virtude do jazigo se encontrar abandonado e prestes a ser vendido, por decisão da família, encabeçada por Maria da Graça Salema de Castro (1919–2015), viúva de um neto de Eça, e fundadora da FEQ, a 13 de setembro de 1989 procedeu-se à trasladação dos restos do escritor para o jazigo da Fundação Eça de Queiroz no cemitério de Santa Cruz do Douro, em Baião.
Em dezembro de 2020, com o apoio da maioria dos bisnetos, a Fundação Eça de Queiroz, então presidida por Afonso Eça de Queiroz Cabral, lançou o repto para a concessão de honras de Panteão Nacional. Em janeiro de 2021, a Assembleia da República aprovou por unanimidade uma proposta do PS para «conceder honras de Panteão Nacional aos restos mortais de José Maria Eça de Queiroz, em reconhecimento e homenagem pela obra literária ímpar e determinante na história da literatura portuguesa.».
Os restos mortais do escritor deveriam ter sido trasladados para o Panteão Nacional em 27 de setembro de 2023. No entanto, dois anos e meio depois da votação e apenas a uma semana da cerimónia, foi interposta uma providência cautelar por parte de uma minoria de bisnetos do escritor para impedir a transladação. O Supremo Tribunal Administrativo, em sentença de 25 de setembro de 2023 relativamente à providência cautelar, e em sentença de 20 de Junho de 2024 relativamente à acção principal depois interposta, deu como provado que não há qualquer vontade expressa pelo próprio sobre o local de sepultamento — dissipando assim os mitos sobre não querer ser sepultado em Lisboa ou mesmo a suposta vontade de ser sepultado em Aveiro ou Tormes —, e deu também como provado que uma larga maioria de bisnetos apoia a trasladação. 

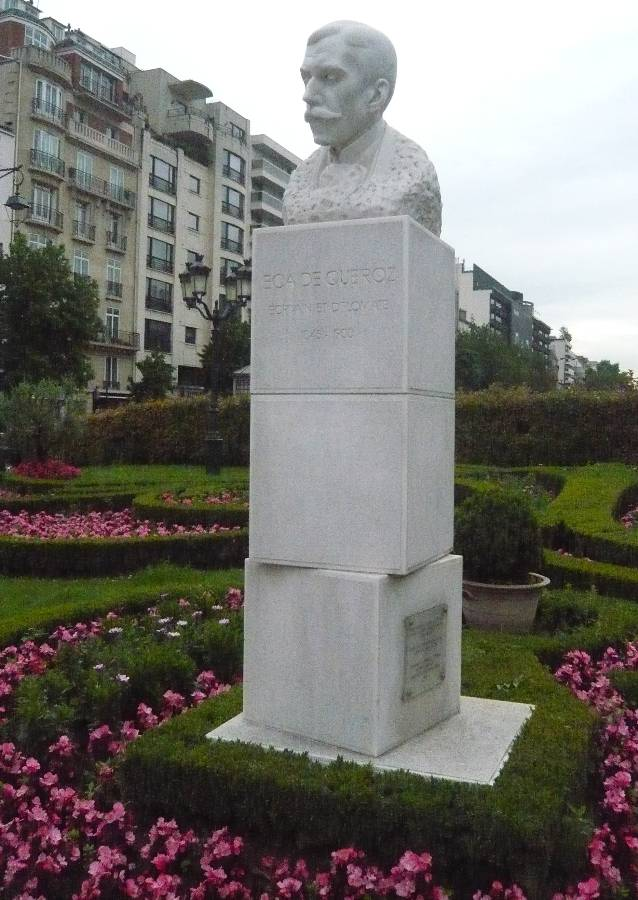
Busto de Eça de Queiroz em Neuilly-sur-Seine, avenida Charles de Gaulle (França).

Mais tarde o STA rejeitou o recurso dos seis bisnetos do escritor Eça de Queiroz, que contestam a sua trasladação para o Panteão Nacional, permitindo que a homenagem apoiada pela maioria dos descendentes se concretize.
Os restos mortais do escritor Eça de Queiroz foram transladados o Panteão Nacional no dia 8 de janeiro de 2025.

## Obras
- O Mistério da Estrada de Sintra (1870) (eBook)
- O Crime do Padre Amaro (1875) (eBook)
- A Tragédia da Rua das Flores (1877–78) (ebook)
- O Primo Basílio (1878) (eBook)
- O Mandarim (1880) (eBook)
- A Relíquia (1887) (eBook)
- Os Maias (1888) (eBook)
- Uma Campanha Alegre (1890–91)
- Correspondência de Fradique Mendes (1900) (eBook)
- Dicionário de milagres (1900)
- A Ilustre Casa de Ramires (1900) (eBook)
- A Cidade e as Serras (1901, póstumo) (eBook)
- Contos (1902, póstumo) (eBook)
- Prosas Bárbaras (1903, póstumo)
- Cartas de Inglaterra (1905, póstumo) (eBook)
- Ecos de Paris (1905, póstumo)
- Cartas familiares e bilhetes de Paris (1907, póstumo)
- Notas contemporâneas (1909, póstumo)
- Últimas páginas (1912, póstumo)
- A Capital (1925, póstumo)
- O Conde de Abranhos (1925, póstumo)
- Alves & Companhia (1925, póstumo)
- Correspondência (1925, póstumo)
- O Egito (1926, póstumo)
- Cartas inéditas de Fradique Mendes (1929, póstumo)
- Eça de Queirós entre os seus - Cartas íntimas (1949, póstumo).

## Obras traduzidas
- Obras de Eça de Queiroz traduzidas

- As Minas de Salomão (tradução do original inglês de 1885 em folhetins para a Revista de Portugal entre outubro de 1889 e junho de 1890 e publicação em livro em 1891)[30] (tradução).(eBook)
- As obras de Eça de Queiroz foram traduzidas em cerca de 20 línguas, ultrapassando já os 70 exemplos: alemão (deutsche Sprache), basco (euskara), búlgaro (български език), castelhano (castellano), catalão (català), checo (čeština), eslovaco (slovenčina), francês (français), georgiano (ქართული ენა), húngaro (magyar nyelv), inglês (English), islandês (íslenska), italiano (lingua italiana), japonês (日本語), neerlandês (de Nederlandse taal), polaco (język polski), romeno (limba română), russo (russkiy yazyk) e sueco (svenska).

## Dados genealógicos
Filho de José Maria Teixeira de Queiroz (nascido no Rio de Janeiro em 1820), magistrado e par do reino, e de Carolina Augusta Pereira d'Eça (nascida em Monção em 1827). O casamento ocorreu posteriormente ao seu nascimento.
Casou, em 10 de fevereiro de 1886, na Quinta de Santo Ovídio, no Porto com Emília de Castro Pamplona, filha de D. António Benedito de Castro, 4.º conde de Resende, 18.º Almirante de Portugal, e D. Maria Baldina Pamplona Carneiro Rangel, filha primogénita do 1º visconde de Beire.
Tiveram os seguintes filhosː
- D. Maria de Castro de Eça de Queiroz casada com seu primo co-irmão D. José de Castro. Com geração.
- José Maria de Eça de Queiroz (26 de fevereiro de 1888 — 2 de junho de 1928) casado, em 14 de maio de 1915, com sua prima co-irmã D. Matilde de Castro (15 de novembro de 1890), filha dos 6.ºs condes de Resende.
- António Eça de Queiroz, chefe dos serviços externos da Propaganda Nacional, distinto escritor, ex-Oficial do Exército, casado em França com D. Maria Cristina Guimar̃ães Rino, filha de José Rino e Capitólia de Guimarães. Sem geração.
- Alberto de Eça de Queiroz. Sem geração.[31]

## Filme
Em 2020 foi lançado em Portugal o filme O Nosso Cônsul em Havana, de Francisco Manso, que acompanha a chegada de Eça a Cuba, e a sua permanência no país, como diplomata, na sua primeira missão consular, de dezembro de 1872 a março de 1874.